# Uendel
Uendel Pereira Gonçalves, mais conhecido apenas como Uendel (Araranguá, 8 de outubro de 1988) é um ex futebolista brasileiro que atuava como lateral-esquerdo. 

## Carreira

### Inicio
Revelado pelo Criciúma, Uendel iniciou sua carreira no Tigre em 2005. Estreou no dia 10 de setembro, na derrota de 2–1 contra o CRB pela Série B.
Após firmar-se no time, três anos depois teve grande destaque no Campeonato Catarinense de 2008 e despertou o interesse do Fluminense.

### Fluminense e Avaí
No time carioca não teve muitas oportunidades e, devido a isso, foi contratado pelo Avaí. Na conquista do título estadual e da ótima campanha do time catarinense na Série A de 2009, Uendel foi reserva do então titular da posição Eltinho. Com a venda do lateral titular, Uendel assumiu o posto e, como tal, conquistou o Campeonato Catarinense em 2010 e escolhido o melhor lateral-esquerdo da competição. 

### Grêmio e Flamengo
Atuou em um jogo pelo Avaí no Campeonato Brasileiro de 2010 e foi contratado pelo Grêmio para o restante da competição. No entanto, após não ser utilizado pelo clube gaúcho, foi emprestado ao Flamengo até o fim de 2011.

### Ponte Preta
Ainda em 2011, após não ter oportunidades no clube carioca, foi emprestado a Ponte Preta. Em dezembro teve seu empréstimo com o clube paulista renovado até dezembro de 2012.

### Corinthians
Por R$ 3 milhões, acertou com o Corinthians para a temporada de 2014.

### Internacional
Em janeiro de 2017 foi anunciado pelo Internacional, assinando um contrato de três anos. Foi o jogador que mais atuou pelo Inter naquele ano, tendo jogado em 60 partidas e marcado um gol.

### Cuiabá
Em março de 2021 foi contratado pelo Cuiabá.

## Estatísticas
Atualizadas até 21 de julho de 2022.

### Clubes
| Equipe            | Temporada         | Campeonato nacional | Campeonato nacional | Campeonato nacional | Copa nacional[a] | Copa nacional[a] | Copa nacional[a] | Competições continentais[b] | Competições continentais[b] | Competições continentais[b] | Outros torneios[c] | Outros torneios[c] | Outros torneios[c] | Total | Total | Total   |
| Equipe            | Temporada         | Jogos               | Gols                | Assist.             | Jogos            | Gols             | Assist.          | Jogos                       | Gols                        | Assist.                     | Jogos              | Gols               | Assist.            | Jogos | Gols  | Assist. |
| ----------------- | ----------------- | ------------------- | ------------------- | ------------------- | ---------------- | ---------------- | ---------------- | --------------------------- | --------------------------- | --------------------------- | ------------------ | ------------------ | ------------------ | ----- | ----- | ------- |
| Criciúma          | 2005              | 1                   | 0                   | 0                   | —                | —                | —                | —                           | —                           | —                           | —                  | —                  | —                  | 1     | 0     | 0       |
| Criciúma          | 2006              | 1                   | 0                   | 0                   | —                | —                | —                | —                           | —                           | —                           | 2                  | 0                  | 0                  | 3     | 0     | 0       |
| Criciúma          | 2007              | 17                  | 1                   | 0                   | —                | —                | —                | —                           | —                           | —                           | 4                  | 0                  | 0                  | 21    | 1     | 0       |
| Criciúma          | 2008              | —                   | —                   | —                   | 5                | 1                | 0                | —                           | —                           | —                           | 22                 | 4                  | 0                  | 27    | 5     | 0       |
| Criciúma          | Total             | 19                  | 1                   | 0                   | 5                | 1                | 0                | 0                           | 0                           | 0                           | 28                 | 4                  | 0                  | 52    | 6     | 0       |
| Fluminense        | 2008              | 3                   | 0                   | 0                   | —                | —                | —                | —                           | —                           | —                           | —                  | —                  | —                  | 3     | 0     | 0       |
| Fluminense        | Total             | 3                   | 0                   | 0                   | 0                | 0                | 0                | 0                           | 0                           | 0                           | 0                  | 0                  | 0                  | 3     | 0     | 0       |
| Avaí              | 2009              | 18                  | 0                   | 1                   | —                | —                | —                | —                           | —                           | —                           | —                  | —                  | —                  | 18    | 0     | 1       |
| Avaí              | 2010              | 1                   | 0                   | 0                   | 5                | 0                | 0                | —                           | —                           | —                           | 1                  | 0                  | 0                  | 7     | 0     | 0       |
| Avaí              | Total             | 19                  | 0                   | 1                   | 5                | 0                | 0                | 0                           | 0                           | 0                           | 1                  | 0                  | 0                  | 25    | 0     | 1       |
| Ponte Preta       | 2011              | 27                  | 4                   | 0                   | —                | —                | —                | —                           | —                           | —                           | 5                  | 0                  | 0                  | 32    | 4     | 0       |
| Ponte Preta       | 2012              | 21                  | 1                   | 0                   | 4                | 1                | 0                | —                           | —                           | —                           | 18                 | 4                  | 0                  | 43    | 6     | 0       |
| Ponte Preta       | 2013              | 32                  | 2                   | 1                   | 1                | 0                | 0                | 9                           | 2                           | 2                           | 19                 | 0                  | 0                  | 61    | 4     | 3       |
| Ponte Preta       | Total             | 80                  | 7                   | 1                   | 5                | 1                | 0                | 9                           | 2                           | 2                           | 42                 | 4                  | 0                  | 136   | 14    | 3       |
| Corinthians       | 2014              | 6                   | 0                   | 1                   | 2                | 0                | 0                | —                           | —                           | —                           | 15                 | 1                  | 0                  | 23    | 1     | 1       |
| Corinthians       | 2015              | 19                  | 2                   | 4                   | 2                | 0                | 0                | 6                           | 0                           | 0                           | 10                 | 0                  | 0                  | 37    | 2     | 4       |
| Corinthians       | 2016              | 33                  | 2                   | 2                   | 2                | 0                | 0                | 7                           | 0                           | 0                           | 14                 | 1                  | 0                  | 56    | 3     | 2       |
| Corinthians       | Total             | 58                  | 4                   | 7                   | 6                | 0                | 0                | 13                          | 0                           | 0                           | 39                 | 2                  | 0                  | 116   | 6     | 7       |
| Internacional     | 2017              | 35                  | 1                   | 3                   | 7                | 0                | 0                | —                           | —                           | —                           | 18                 | 0                  | 4                  | 60    | 1     | 7       |
| Internacional     | 2018              | 3                   | 0                   | 1                   | 1                | 0                | 0                | —                           | —                           | —                           | 3                  | 0                  | 0                  | 7     | 0     | 1       |
| Internacional     | 2019              | 20                  | 0                   | 2                   | 7                | 0                | 0                | 4                           | 0                           | 0                           | 7                  | 0                  | 1                  | 38    | 0     | 3       |
| Internacional     | 2020              | 14                  | 0                   | 1                   | 2                | 0                | 0                | 7                           | 0                           | 1                           | 3                  | 0                  | 0                  | 26    | 0     | 2       |
| Internacional     | Total             | 72                  | 1                   | 7                   | 17               | 0                | 0                | 11                          | 0                           | 1                           | 31                 | 0                  | 5                  | 131   | 1     | 13      |
| Cuiabá            | 2021              | 35                  | 0                   | 0                   | 1                | 0                | 0                | —                           | —                           | —                           | 9                  | 0                  | 0                  | 45    | 0     | 0       |
| Cuiabá            | 2022              | 16                  | 1                   | 1                   | 3                | 0                | 0                | 1                           | 0                           | 1                           | 10                 | 0                  | 3                  | 30    | 1     | 5       |
| Cuiabá            | Total             | 51                  | 1                   | 1                   | 4                | 0                | 0                | 1                           | 0                           | 1                           | 19                 | 0                  | 3                  | 75    | 1     | 5       |
| Total na carreira | Total na carreira | 302                 | 14                  | 17                  | 42               | 2                | 0                | 34                          | 2                           | 4                           | 160                | 10                 | 8                  | 509   | 28    | 29      |

- a. ^ Jogos da Copa do Brasil
- b. ^ Jogos da Copa Sul-Americana, Libertadores e Recopa Sul-Americana
- c. ^ Jogos do Campeonato Catarinense, Campeonato Paulista, Campeonato Paulista do Interior, Campeonato Gaúcho, Recopa Gaúcha e Campeonato Mato-Grossense

## Títulos
Avaí
- Campeonato Catarinense: 2009 e 2010

Ponte Preta
- Campeonato Paulista do Interior: 2013

Corinthians
- Campeonato Brasileiro: 2015

Internacional
- Recopa Gaúcha: 2017

Cuiabá
- Campeonato Mato-Grossense: 2022, 2023

### Prêmios individuais
- Melhor lateral-esquerdo do Campeonato Catarinense - 2010[10]